# Konrad Nabel
Konrad Nabel (* 23. Juli 1950 in Fümmelse, heute Stadtteil von Wolfenbüttel; † 25. März 2021) war ein deutscher Politiker (SPD).

## Leben und Beruf
Nach dem Abitur 1970 leistete Nabel seinen Zivildienst in den Von Bodelschwinghschen Anstalten Bethel ab und schloss daran eine Ausbildung zum Krankenpflegehelfer mit psychiatrischer Zusatzausbildung an.
1973 begann er ein Studium der Erziehungswissenschaften und der Soziologie in Hamburg, welches er 1977 mit dem Ersten Staatsexamen für das Lehramt an Volks- und Realschulen beendete. Nach dem Referendariat bestand er 1978 auch das zweite Staatsexamen und war danach als Lehrer in Ahrensburg und Bargteheide tätig. 1982 legte er die Fachprüfung für das Lehramt an Realschulen ab. Er war von 2000 bis 2009 Vorsitzender der Stiftung Naturschutz Schleswig-Holstein. Konrad Nabel lebte ab 1977 in Ahrensburg und war verheiratet. Aus der Ehe gingen zwei Töchter hervor. Er starb im März 2021 im Alter von 70 Jahren.

## Partei
Nabel engagierte sich schon als Schüler seit 1966 bei den Jusos. Lange Jahre gehörte er dem Vorstand des SPD-Kreisverbandes Stormarn an.

## Abgeordneter
Am 14. April 1987 rückte Nabel für den ausgeschiedenen Abgeordneten Berend Harms in den Landtag von Schleswig-Holstein nach, schied jedoch schon im Oktober 1987 nach der Landtagswahl wieder aus dem Landtag aus.
Von 1988 bis 2009 war er erneut Mitglied des Landtages. Hier war er von 1996 bis 2002 stellvertretender Vorsitzender der SPD-Landtagsfraktion. Nabel gehörte dem SPD-Fraktionsvorstand an und war Vorsitzender des Fraktionsarbeitskreises Umwelt und Landwirtschaft.
Konrad Nabel war 1988, 1992 und 2000 als direkt gewählter Abgeordneter des Wahlkreises Ahrensburg und sonst stets über die Landesliste in den Landtag eingezogen.

## Einzelbelege
1. ↑  Sabine Nabel: Konrad Nabel: Danksagung. In: trauer.shz.de (Stormarner Tageblatt). 3. April 2021, abgerufen am 13. Juni 2021: „Konrad Nabel † 25. März 2021“
2. 1 2  Konrad Nabel, MdL. In: De Grönwohlder Rinkieker Nr. 93/Februar 2005, S. 2. SPD-Ortsverband Grönwohld, Februar 2005, abgerufen am 13. Juni 2021.
3. ↑  Traueranzeige. In: trauer-anzeigen.de. 3. April 2021, abgerufen am 13. Juni 2021.
4. ↑  Wir gedenken unserem langjährigen Landtagsabgeordneten Konrad Nabel, der in dieser Woche verstorben ist. In: spd-stormarn.de. 26. März 2021, abgerufen am 13. Juni 2021.

| Personendaten    | Personendaten                  |
| ---------------- | ------------------------------ |
| NAME             | Nabel, Konrad                  |
| KURZBESCHREIBUNG | deutscher Politiker (SPD), MdL |
| GEBURTSDATUM     | 23. Juli 1950                  |
| GEBURTSORT       | Fümmelse                       |
| STERBEDATUM      | 25. März 2021                  |